# Melanthrips digitus
Melanthrips digitus är en insektsart som beskrevs av Bailey 1954. Melanthrips digitus ingår i släktet Melanthrips och familjen Melanthripidae. Inga underarter finns listade i Catalogue of Life.